# Jan Holcgreber
Jan Holcgreber lub Jan Holzgreber ps. „Krzysztof” (ur. 13 maja 1888 w Łodzi, zm. 1972) – inżynier chemik, działacz socjalistyczny, prezes Rady Miejskiej w Łodzi (od 1927).

## Życiorys
Holcgreber był inżynierem chemikiem. Prowadził przedsiębiorstwo wykonywania instalacji gazowych. W 1927 został wybrany z ramienia PPS do Rady Miejskiej w Łodzi i jednocześnie został jej prezesem. W ramach działalności w radzie miejskiej był członkiem zarządu Archiwum Akt Dawnych w Łodzi oraz członkiem Komitetu Rozbudowy Miasta. W 1937 został powołany przez ministra spraw wewnętrznych do Rady Przybocznej przy tymczasowym prezydencie miasta Łodzi.
Był prezesem Łódzkiego Oddziału Towarzystwa Uniwersytetu Robotniczego (1930), wiceprzewodniczącym Stowarzyszenia Uczestników Walki o Szkołę Polską, członkiem Okręgowego Komitetu Robotniczego PPS, łódzkiego oddziału Polskiego Towarzystwa Historycznego, zarządu Łódzkiego Stowarzyszenia Techników, Zrzeszenia Gazowników i Wodociągowców Polskich, Społecznego Komitetu Radiofonizacji Kraju, współzałożycielem Towarzystwa Polsko-Czechosłowackiego.
Po II wojnie światowej przeniósł się do Wrocławia, a w 1958 wraz z rodziną wyemigrował do Rio de Janeiro.

### Życie prywatne
Był synem Roberta Holcgrebera i Barbary z domu Jeżewicz. Jego żoną była Anna z domu Friedberg (ur. 1889, zm. 1973), z którą miał syna – Witolda (ur. 1915). Przed II wojną światową mieszkał w Łodzi przy ul. Konstantynowskiej 45 (późn. ul. Legionów 45), po wojnie zaś, we Wrocławiu przy ul. Smoluchowskiego 24/26.

## Odznaczenia
- Złoty Krzyż Zasługi (1928)[21].